# Snow on tha Bluff
Snow on tha Bluff è un singolo del rapper statunitense J. Cole, pubblicato il 16 giugno 2020 sulle etichette Dreamville e Roc Nation.

## Descrizione
Il brano tratta vari temi, tra cui il razzismo, la brutalità poliziesca negli Stati Uniti d'America e l'attivismo.

## Tracce
Testi e musiche di J. Cole, Larry Griffin Jr. e Kevin Wooten.
1. Snow on tha Bluff – 3:55

## Classifiche
| Classifica (2020) | Posizione massima |
| ----------------- | ----------------- |
| Canada            | 74                |
| Grecia            | 81                |
| Irlanda           | 87                |
| Portogallo        | 112               |
| Stati Uniti       | 54                |